# Personaggi di The Boondocks
I personaggi di The Boondocks sono tutti i personaggi apparsi nell'omonima serie televisiva d'animazione.   
Alcuni personaggi minori della serie sono doppiati da Edoardo Stoppacciaro.[13]

## Personaggi principali

### La famiglia Freeman
La famiglia Freeman viene mostrata come un trio maschile di afro-americani, ognuno con personalità molto diverse. Il protagonista è Huey, anche se la serie non sempre ritrae le sue problematiche durante il corso degli episodi. Huey è un bambino molto intelligente, anche se non sembra esserne consapevole. Riley è il fratello di Huey. Parla sempre di ciò che pensa realmente in qualsiasi momento ed è più aperto nel parlare di quanto lo sia Huey. Spesso, i membri della famiglia non vanno d'accordo tra di loro e sembrano allontanarsi l'uno dall'altro in molte situazioni, a parte nell'episodio Indovina chi viene a cena, in cui Huey e Riley collaborano insieme per scoprire la verità su Cristal. Per la maggior parte, Huey e Riley si comportano come poli opposti e molte storie ruotano intorno a loro sentendosi imbarazzati dalle azioni causate dell'altro. Ciò che accomuna i due fratelli è il desiderio di difendere i propri diritti; a volte uno di loro è egoista e fa qualcosa solo per i propri bisogni personali, senza preoccuparsi di ciò che gli altri vogliono davvero. Ciò che i fratelli hanno più in comune è il loro scarso riguardo che hanno per Jazmine DuBois. 
Il nonno Robert non esce mai con donne della sua stessa età e in più occasioni afferma di non ricordare nemmeno la propria età. Inoltre pare essere a conoscenza di molte cose sui bianchi americani. Anche se a distanza di soli due anni, Huey a volte tratta Riley come se fossero più lontani di età. Nonostante Huey abbia solo 10 anni, pare essere il più saggio della famiglia, cosa che lui stesso non sa come possa essere stato possibile. La saggezza e l'intelligenza di Huey lo rendono troppo maturo per fare cose che i bambini della sua età vorrebbero fare o considerano "divertente". Riley si comporta in modo molto estroverso e schietto, mentre Huey vede sempre il fondo di verità nelle cose. La personalità di Huey può essere descritta come seria e dolce.

#### Huey Freeman
Huey è il maggiore dei due fratellini Freeman. Nonostante l'età (10 anni) è un ottimo pensatore relativamente a temi come la politica, la religione, i media, e la cultura afroamericana. La sua arma è dunque la parola, adoperata ad arte per esprimere il suo pensiero con frasi taglienti che mai ci si aspetterebbero da un decenne. Le sue idee sono spesso discutibili e non esita a mostrare antipatia verso i bianchi. Inoltre, sembra conoscere a dovere diversi colpi di kung-fu, assieme ai nunchaku. Il nome è ripreso da quello di Huey P. Newton, cofondatore del Black Panter Party nel 1966. Nel doppiaggio originale è interpretato da Regina King. Nell'adattamento italiano è doppiato da Laura Latini.

#### Riley Freeman
Riley incarna lo stereotipo della gioventù violenta del ghetto, nonostante l'età. Molto più "materiale" di Huey, aspira a un lifestyle del tipo gangsta, thug life o come dir si voglia. È ossessionato dalle gesta dei suoi eroi, ovvero rapper quali Gangstaliciuos, Thugnificent e R. Kelly. A differenza di Huey, Riley è quello più avventato e ingenuo. Spesso quello che fa gli si ritorce contro non pensando alle conseguenze, facendolo finire spesso nei guai. Nel doppiaggio originale è interpretato da Regina King. Nell'adattamento italiano è doppiato da Laura Latini.

#### Robert Jebediah "nonno" Freeman
Dopo la morte dei genitori di Riley e Huey, in quanto unico parente stretto ancora in vita dei fratelli, ne diviene il tutore legale, decidendo di lasciare la caotica metropoli di Chicago per trasferirsi nel tranquillo sobborgo di Woodcrest. Veterano di guerra, ha combattuto come pilota nella Seconda Guerra Mondiale, tra gli anni '50 e '60 ha partecipato a molti eventi importanti durante il periodo delle lotte per i Diritti Civili, ma a causa del suo comportamento maldestro e a volte codardo, ha spesso ha causato più problemi che altro, oppure è stato totalmente ignorato (nell'episodio "Il Ritorno del Re" viene detto che avrebbe dovuto fare coppia con Rosa Parks nella sua azione dimostrativa sul bus, ma venne totalmente ignorato dalla polizia; negli anni successivi avrebbe fatto molte telefonate minatorie alla Parks, accusandola di avergli "rubato la gloria"). Robert rappresenta lo stereotipo del vecchio patriarca afroamericano, autoritario e conservatore, che non esita a ricorrere a duri metodi correttivi, come picchiare i propri nipoti con la cintura, dei quali a farne le spese è spesso Riley, nonostante sia il nipote con il quale dimostra una certa affinità, soprattutto per quanto riguarda gli stereotipi negativi degli afroamericani. Ha un debole per le belle donne, e la cosa gli procurerà non pochi guai. Possiede una pagina su MySpace, dove si presenta con lo pseudonimo di Mr. Bitches (lett. Mr. Zoccole). Non è risaputo se Robert sia il nonno materno o paterno di Huey e Riley. Nel doppiaggio originale è interpretato da John Witherspoon (stagioni 1-4). Nell'adattamento italiano è doppiato da Saverio Moriones.

#### Genitori Freeman
Quasi nulla viene rilevato dei genitori dei fratelli Huey e Riley in tutta la serie. L'unico indizio su di loro è stato un murale fatto da Riley che li ritrae quando si erano appena sposati, vedendosi come una coppia molto felice che si amava. Un altro indizio è deducibile da un discorso del nonno Robert Freeman, il quale accenna che usò buona parte dell'eredità di Huey e Riley per avere comprato la casa a Woodcrest. Ciò fa dedurre molto probabilmente che i genitori di Huey e Riley sono morti in un incidente, e che il nonno abbia scelto di trasferirsi con i nipoti in un'altra città per cambiare vita e lasciarsi il passato alle spalle.

## Personaggi ricorrenti

### La famiglia DuBois
- Thomas "Tom" Lancaster DuBois, voce originale di Cedric Yarbrough, italiana di Massimo Rossi.

Tom è il vicino di casa dei Freeman. È un avvocato afroamericano di successo dai modi gentili ed educati. Ha sposato Sarah Dubois, una donna bianca che gli ha dato una figlia, Jazmine. È fondamentalmente disprezzato da Huey, che lo considera un traditore degli afroamericani, e da Riley poiché in quanto Pubblico Ministero rappresenta la legge. Ha la fobia delle galere e di subire atti sodomitici dai detenuti: per questo, pur di non essere arrestato, rispetta la legge in maniera maniacale e al tempo stesso, per non passare per omofobo, si fa passare come uno strenuo difensore dei diritti gay. A causa di questa sua fobia entra in un gruppo di sostegno di fobici della violenza carnale, per cercare di superare questa sua paura. Nella terza stagione decide di fare di accompagnatore per una gita in carcere ad un gruppo di alunni problematici, nel quale sono stati inseriti Huey e Riley a seguito di una rissa, per dimostrare di aver superato la propria fobia; durante la visita tuttavia, nel carcere scoppia una rivolta e Tom rischia di essere violentato da un violentatore seriale afroamericano noto come "Booty Warrior", ma riesce a reagire, grazie alle sue continue sedute del gruppo di sostegno, e affronta direttamente il maniaco sbattendolo infine a terra difendendo il suo fisico, vincendo infine la sua paura. My ass is mine! It belongs to me! You can not have it! (frase ripetuta da Tom nelle sue sedute con gli altri pazienti per vincere la sua paura).
- Sarah DuBois, voce originale di Jill Talley.

Moglie di Tom e madre di Jazmine. Classica casalinga bianca, quasi insoddisfatta del proprio matrimonio (specialmente delle paranoie del marito riguardo agli stupri anali in carcere) e della mancanza di fegato o decisionale di Tom. In una puntata, dimostra di essere una fan di Usher.
- Jazmine DuBois, voce originale di Gabby Soleil (st. 1-3) e Kiarah Pollas (st. 4), italiana di Eva Padoan.

Giovane e ingenua bimba di sette anni e figlia dei coniugi Dubois. Classica bambina (adora bambole e pony), sembra avere una cotta per Huey e molto amica della famiglia Freeman.

### La famiglia Wuncler
- Edward "Ed" Rothschild Wuncler Sr., voce originale di Edward Asner, italiana di Bruno Alessandro.

Ed è l'archetipo del capitalista senza scrupoli, appartiene alla famiglia che ha fondato Woodcrest e possiede la maggior parte delle industrie manifatturiere della città. Ha un nipote, Ed Wuncler III.
- Edward "Ed" Wuncler Jr., voce originale di Sam McMurray.

Ed Wuncler Jr. è il figlio di Ed Wuncler Sr., immorale come suo padre con un apparente codice di condotta simile alla mafia poiché non è al di sopra degli atti di violenza. Wuncler Jr. appare per la prima volta nella quarta stagione per aiutare apparentemente Robert con i suoi problemi di soldi in Good Times, solo per far ritrovare la famiglia Freeman in condizioni ancora peggiori e di debito con lui. Riuscirà in seguito a far diventare i Freeman e altre persone ancora più in debito, portandole a lavorarare come schiavi personali nel suo parco di divertimenti Freedomland.
- Edwin "Ed" Wuncler III, voce originale di Charlie Murphy, italiana di Massimo Bitossi.

Nipote di Ed Wuncler senior, è uno psicopatico amante delle armi e dei videogiochi, che ha combattuto la guerra in Iraq. Assieme al compagno Gin Rummy (e occasionalmente a Riley), metterà spesso a ferro e fuoco la piccola cittadina di Woodcrest, grazie all'arsenale che ha a disposizione. Non verrà mai arrestato per nessun reato visto il potere di suo zio. Ad esempio, durante una tentata e alquanto maldestra rapina in banca, perde il portafoglio con i documenti ed è proprio la polizia a riportaglielo.

### Altri personaggi
- Zio Ruckus, voce originale di Gary Anthony Williams, italiana di Stefano Mondini.

(Zio Ruckus riguardo alla candidatura di Barack Obama)
Zio Ruckus odia i neri, o meglio i nigga, come lui li definisce. Cosa alquanto strana dal momento che egli stesso è un nero. Ruckus infatti crede di essere un bianco afflitto dalla svitiligine, una malattia inventata che fa diventare la pelle dal bianco allo scuro. Venera l'uomo bianco e il suo operato e nonostante sia in sovrappeso, conosce bene alcune arti marziali. Nel corso della serie lo si vede fare numerosi lavori. Nella terza serie si scopre che sua madre, per via della dura vita degli afroamericani vissuta a quel tempo, convinse Ruckus che la loro famiglia lo aveva adottato per il fatto di essere stato abbandonato a causa della svitiligine. La scena dell'infanzia di Ruckus è presentata come un riferimento a Il curioso caso di Benjamin Button.
- Gin Rummy, voce originale di Samuel L. Jackson, italiana di Roberto Certomà.

Il migliore amico di Ed Wuncler III. Il personaggio è una parodia di Donald Rumsfeld. Rispetto all'amico è più intelligente ma condivide con lui l'amore per le armi e la violenza. Costantemente cerca di giustificare i suoi goffi piani criminali e i relativi fallimenti con la frase "L'assenza della prova non è la prova dell'assenza". Gin Rummy si considera un patriota.
- The White Shadow, voce originale di John C. McGinley.

- Gangstalicious, voce originale di Mos Def, italiana di Fabrizio Vidale.

È uno dei rapper più rilevanti all'interno della storia. Rappresenta un altro stereotipo tipico dell'ambiente afroamericano, quello dello "pseudo-gangsta". Infatti, sebbene appaia coraggioso e inflessibile agli occhi dei suoi fan, darà dimostrazione del contrario a Riley, rivelando il suo lato sconosciuto al pubblico. Nella seconda stagione, si verrà a sapere che è in realtà gay (con chiari riferimenti nel corso della trama).
- Il Pappa di nome Batticulo (in originale: A Pimp Named Slickback), voce originale di Katt Williams, italiana di Luigi Ferraro.

Batticulo è lo stereotipo del pappone afro-americano. Veste in modo molto sgargiante, prevalentemente in viola, e ha una personalità molto autocelebrativa (la sua villa è piena dei suoi ritratti a grandezza naturale). Pretende che il suo nome venga pronunciato sempre per intero, compresa la locuzione Il Pappa di nome; non valgono abbreviazioni quali Batticulo o Pappa.
- Colonnello H. Stinkmeaner, voce originale di Cedric Yarbrough, italiana di Luca Dal Fabbro.

Definito dal Demonio in persona "il bastardo più stronzo, che l'inferno avesse mai visto", è un anziano di colore, molto aggressivo e violento, cieco dall'età di 15 anni a causa di un cancro. Nonostante i medici gli avessero diagnosticato tre anni di vita, Stinkmeaner supera quelle aspettative vivendo molto più a lungo, arrivando all'anzianità. Non si seppe come fece Stinkmeaner a vivere così a lungo; egli crede che sia stato il suo odio e il suo disprezzo per la gente a sostenerlo. Diviene protagonista di un negro moment col nonno, che lo vedrà soccombere. Nella seconda serie, il Diavolo, cacciandolo dagli inferi sulla terra, gli dà la chance di avere la propria rivincita sul nonno e di diffondere il caos e l'ignoranza nella comunità nera. Si impossesserà del corpo di Tom Dubois, cercando di eliminare i Freeman, ma verrà scacciato via grazie all'intuizione di Huey di portare la "pace" (facendo andare d'accordo Stinkmeaner e Rukus, sul loro odio verso i neri e il rap). Ritorna in vita della quarta stagione tramite la clonazione, venendo stavolta guarito dalla cecità.
- Rev. Rollo Goodlove, voce originale di Cee Lo Green, italiana di Roberto Stocchi.

È un attivista afroamericano di sinistra. Pare che utilizzi il suo attivismo più per farsi sentire dai media che per mostrare la sua reale opinione su un argomento. Ha dei manierismi esagerati e ha una passione per le parrucche. Nonostante affermi di essere un predicatiore, non è mai stato reso noto se sia o meno il prete di una chiesa.
- Cynthia "Cindy/C Murder/Fearsome" McPhearson, voce originale di Tara Strong.

Giovane ragazza con lunghi capelli biondi legati in due trecce con gli occhi azzurri. Ha più o meno la stessa età di Huey e Riley. È una ragazzina caratterizzata da un forte temperamento e in certi casi si mostra particolarmente violenta. Benché all'inizio la si vede competere con Riley, i due entrano infine in sintonia reciproca mostrando di avere tante cose in comune. Riley stesso considera Cindy una "G" e la cosa che apprezza più di lei è che, a differenza delle altre ragazze sue coetanee, ha un comportamento freddo e duro. Cindy infatti, iscritta come capo scout tramite delle sue amiche rintracciano una di un altro gruppo che vendeva biscotti nella sua zona. Cindy blocca la ragazzina schiaffeggiandola brutalmente facendola infine scappare.
- Bushido Brown, voce originale di Cedric Yarbrough.
- Signora Van Heusen, voce originale di Marion Ross.
- Deborah LeVil, voce originale di Debra Wilson.

- Cristal, voce originale di Tiffany Thomas.

#### The Hateocracy
La Hateocracy era un gruppo composto da quattro anziani afroamericani cattivi, razzisti e bigotti, pieni di odio per sé stessi ma ancora di più verso gli altri. Rappresentano i maggiori antagonisti della famiglia Freeman nell'episodio della terza stagione "Stinkmeaner 3: The Hateocracy". I membri originari di questo gruppo erano:
- Colonnello H. Stinkmeaner.
- Lord Rufus Crabmiser, voce originale di Aries Spears. Un uomo dall'aspetto austero e dal carattere aggressivo, È il leader del gruppo e guida la vendetta contro la famiglia Freeman.
- Lady Esmeralda Gripenasty, voce originale di Bebe Drake. Una donna anziana incredibilmente forte e atletica, nonostante la sua età avanzata. È altrettanto temibile e violenta.
- Imperatore George Pistofferson, voce originale di Carl Jones. Un uomo anziano, anche lui dotato di una forza sorprendente e un temperamento esplosivo. È esperto di combattimenti corpo a corpo.

In un flashback di Stinkmeaner viene raccontato che i quattro membri dell'Hateocracy si conobbero in una casa di riposo e per loro fu subito "odio a prima vista"; tuttavia essi odiavano gli altri ben più che sé stessi, così decisero di coalizzarsi, diventando il terrore degli altri ospiti e dello stesso personale dell'ospizio dove erano alloggiati divertendosi insieme a tormentare il prossimo. Alla fine i quattro ne combinarono così tante che vennero espulsi, ma siccome si odiavano terribilmente tra loro ognuno andò per la propria strada e l'Hateocracy si sciolse. Venuti a conoscenza della morte di Stinkmeaner, i membri superstiti decisero di riunirsi e raggiungere Woodcrest per vendicarsi della famiglia Freeman; tuttavia alla fine dell'episodio essi riveleranno che non gliene fregava niente di Stinkmeaner, e che cercavano solo una scusa per perseguitare qualcuno con il loro regno del terrore benché paradossalmente siano stati attirati lì per la sconfitta di un loro simile.

#### Interiezioni Letali di Thugnificent
- Otis "Thugnificent" Jenkins, voce originale di Carl Jones, italiana di Christian Iansante.

(Motto di Thugnificent)
È un rapper che si trasferisce a Woodcrest dalla sua città natale, il ghetto di Terra Belle. Darà subito prova della sua tendenza all'ostentazione, entrando in scena lanciando denaro dal tetto della sua auto. Questo provocherà l'intolleranza del nonno nei suoi confronti, dalla quale nascerà una profonda rivalità sfociante in una faida discografica tra i due. Impersona lo stereotipo del rapper della scena Dirty South come Ludacris. Assieme a Flonominal e Macktastic forma la crew Interiezioni Letali. All'inizio della terza stagione lo si ritrova da solo nella sua casa ormai fatiscente, ridottosi in bancarotta e che il suo gruppo si è infine sciolto andando ognuno a cercarsi un lavoro. Thugnificent non è più sulla cresta dell'onda del successo e ora la star è un ragazzino afroamericano di dodici anni. Per la prima volta Robert Freeman proverà compassione per lui. Thugnificent trova infine lavoro come facchino di pacchi postali con un suo vecchio amico. Non mostra particolare dispiacere per avere perso la sua casa e i suoi milioni, ritenendosi soddisfatto di quanto sia andato avanti. Poiché ora Thugnificent può fare e ascoltare tutte le musiche che vuole a bordo del suo furgone.
- Macktastic, voce originale di Snoop Dogg, italiana di Alberto Caneva.

Macktastic è un rapper e membro della crew Interiezioni Letali di Thugnificent. Nonostante il suo atteggiamento stereotipato da gangster, a volte si mostra abbastanza articolato nel suo discorso (similmente al suo doppiatore) ed è un uomo di poche parole. Il suo aspetto ricorda quello di Taboo dei The Black Eyed Peas. Dopo la ricaduta degli Interiezioni Letali, Thugnificent menziona che Mack è tornato come pappone.
- Derrick "Flonominal" Cornish, voce originale di Busta Rhymes, italiana di Paolo Marchese.

Derrick Cornish, noto professionalmente come Flonominal, è un membro della crew Interiezioni Letali di Thugnificent. Il suo vocabolario sembra essere abbastanza limitato e usa spesso uno slang hip-hop. Anche se si dimostra come un uomo difficile, apparentemente gangta e più forte di Thugnificent, è una persona dolce e sensibile. Si dimette dagli Interiezioni Letali nell'episodio Bitches to Rags, quando Thugnificent non è in grado di pagare la casa e quando Thugnificent viene licenziato dal lavoro come impiegato.
- Leonard, voce originale di DeRay Davis.

È l'ottuso ma ben intenzionato amico di Thugnificent e membro degli Interiezioni Letali di Thugnificent. Sebbene Leonard viene trattato come un membro di seconda classe degli Interiezioni Letali, per lo più a causa della sua predilezione per essere socialmente imbarazzante, è l'unico membro della crew a restare con Thugnificent quando perderà tutti i suoi soldi. Anche se molte volte si dimostra essere lento e buffone, è una persona premurosa, generosa e leale con la maggior parte dei personaggi della serie. Nella terza stagione viene mostrato con un'uniforme lavorativa Wendy, dopo l'interruzione con la crew.
- Martin Luther King Jr., voce originale di Kevin Michael Richardson, italiana di Paolo Lombardi.

Nella serie, Martin Luther King Jr. non è morto per sparatoria. Invece viene raccontato come sia finito in coma per quaranta anni. È uscito dal coma nell'episodio Il ritorno del re, in seguito agli eventi agli attentati dell'11 settembre. Alla fine dell'episodio terrà un discorso in cui si dichiarerà disgustato di come gli Afroamericani abbiano tradito le sue idee, rinunciando a qualsiasi evoluzione culturale e sociale per abbracciare uno stile di vita selvaggio ed edonistico che lui stesso definisce proprio dello stereotipo del "negro pigro e indolente".
- Sway Calloway, voce originale di Sway Calloway.

Sway è il reporter di MTV News che appare per la prima volta in La resurrezione di Gangstalicious, il quale narra un documentario su Gangstalicious e le ultime notizie. L'ultima volta appare in La storia di Thugnificent che narra un documentario su Thugnificent.
- Bill Cosby, voce originale di Kevin Michael Richardson.

Bill Cosby viene interpretato come un uomo cinico che si lamenta incessantemente delle cattive maniere dei giovani. Ed e Rummy lo rapiscono nell'episodio Il rapimento di Oprah, tuttavia lo restituiscono quasi subito poiché lo trovano troppo noioso.
- Quincy Jones, voce originale di Quincy Jones.

- Xzibit, voce originale di Xzibit, italiana di Roberto Draghetti.

È un rapper e conduttore. Nel suo programma Pimp My Ride, Xzibit e la sua crew vengono invitati da Riley per riparare e modificare la vecchia Dorothy di Robert. Successivamente, il rapper torna per aiutare Robert in un dissing contro Thugnificent.
- Ghostface Killah, voce originale di Ghostface Killah.
- Lamilton Taeshawn, voce originale di Bobb'e J. Thompson.
- The Booty Warrior.
- Winston Jerome.
- Joe Petto, voce originale di Fred Willard, italiana di Mino Caprio.

È un insegnante di terza elementare che lavora presso la J. Edgar Hoover Elementary School. Appare come personaggio ricorrente minore nei fumetti e nella serie animata.
- George W. Bush.
- Barack H. Obama.
- Ronald Reagan.
- Wedgie Rudlin, voce originale di Donald Faison.
- Kardashia Kardashian, voce originale di Grey DeLisle.
- Siri, voce originale di Grey DeLisle.
- Pretty Boy Flizzy, voce originale di Michael B. Jordan.

### Personaggi minori
- Butch Magnus Milosevic, voce originale di Daryl Sabara, italiana di Leonardo Graziano.

Ragazzino imponente e sovrappeso che incarna lo sterotipo del bullo. Prepotente, aggressivo e indomabile, è estremamente violento con chiunque, adulti compresi. È soprannominato "Cazzotto Butch" per la sua abitudine a sferrare poderosi pugni in faccia alle sue vittime.
- Lincoln, voce originale di Kevin Michael Richardson, italiana di Mario Bombardieri.

È un gangster che fa uso di droghe ed ex-fidanzato omosessuale segreto di Gangstalicious. È il principale antagonista dell'episodio La resurrezione di Gangstalicious.
- Il Diavolo, voce originale di Terry Crews, italiana di Mario Bombardieri.

È il maestro supremo e demoniaco dell'Inferno, apparso nell'episodio Il ritorno di Stinkmeaner.